# Episodi di Fear the Walking Dead (ottava stagione)
L'ottava e ultima stagione della serie televisiva Fear the Walking Dead, composta da dodici episodi, è stata trasmessa in prima visione negli Stati Uniti d'America dall'emittente AMC in due parti separate: la prima metà della stagione è andata in onda dal 14 maggio al 18 giugno 2023 mentre la seconda dal 22 ottobre al 19 novembre 2023. La stagione è stata resa disponibile tre giorni prima della sua messa in onda su AMC+ dall'11 maggio al 16 novembre 2023.
In Italia, la stagione è andata in onda in prima visione satellitare su MTV, canale a pagamento della piattaforma Sky, dal 20 agosto 2023 al 21 aprile 2024.
| nº | Titolo originale                 | Titolo italiano                   | Prima TV USA     | Prima TV Italia   |
| -- | -------------------------------- | --------------------------------- | ---------------- | ----------------- |
| 1  | Remember What They Took from You | Ricorda cosa ti hanno portato via | 14 maggio 2023   | 20 agosto 2023    |
| 2  | Blue Jay                         | Blue Jay                          | 21 maggio 2023   | 27 agosto 2023    |
| 3  | Odessa                           | Odessa                            | 28 maggio 2023   | 3 settembre 2023  |
| 4  | King County                      | King County                       | 4 giugno 2023    | 10 settembre 2023 |
| 5  | More Time Than You Know          | Più tempo di quanto credi         | 11 giugno 2023   | 17 settembre 2023 |
| 6  | All I See Is Red                 | Vedo rosso                        | 18 giugno 2023   | 17 settembre 2023 |
| 7  | Anton                            | Anton                             | 22 ottobre 2023  | 17 marzo 2024     |
| 8  | Iron Tiger                       | Tigre di ferro                    | 29 ottobre 2023  | 24 marzo 2024     |
| 9  | Sanctuary                        | Il santuario                      | 5 novembre 2023  | 31 marzo 2024     |
| 10 | Keeping Her Alive                | Tenerla in vita                   | 12 novembre 2023 | 7 aprile 2024     |
| 11 | Fighting Like You                | Combattere come te                | 19 novembre 2023 | 14 aprile 2024    |
| 12 | The Road Ahead                   | La nuova strada                   | 19 novembre 2023 | 21 aprile 2024    |

## Ricorda cosa ti hanno portato via
- Titolo originale: Remember What They Took from You
- Diretto da: Michael E. Satrazemis
- Scritto da: Ian Goldberg e Andrew Chambliss

### Trama
Portati a PADRE, un'isola al largo della Georgia, Madison aiuta Morgan a salvare Mo, ma viene catturata. Sette anni dopo, venendo a conoscenza di Madison, una giovane ragazza di nome Wren tenta di ottenere il suo aiuto per l'addestramento per prendere parte al futuro di PADRE. Madison scopre che in realtà è Mo e fugge con lei dall'isola spiegando che le hanno mentito. Le due incontrano Morgan, che tuttavia ora lavora per PADRE, credendo che Mo sia più al sicuro sull'isola. Morgan le conduce ad una casa galleggiante per superare una palude infestata da vaganti, dove Mo ricorda di essere già stata. Sotto l'attacco dei vaganti, Morgan ammette che un attacco simile, sette anni fa, lo ha portato a consegnare Mo a PADRE. Grace arriva e salva il gruppo, ma lei e Morgan decidono con riluttanza di restituire Mo a PADRE. Scoperta la verità, Mo implora i suoi genitori di fuggire con lei, ma loro rifiutano. Madison viene ripresa in custodia, mentre Morgan viene licenziato per timore che alla fine sceglierà Mo invece di PADRE. Tornata sull'isola, Mo afferma di aver imparato la lezione e riprende il suo addestramento con ritrovata sicurezza.
- Guest star: Maya Eshet (Shrike), Zoey Merchant (Morgan), Jayla Walton (Dove).
- Ascolti USA: telespettatori 556.000 – rating 18-49 anni 0,09%[4]

## Blue Jay
- Titolo originale: Blue Jay
- Diretto da: Heather Cappielo
- Scritto da: Ian Goldberg e Andrew Chambliss

### Trama
June vive da sola in un capanno, attaccando i collezionisti di PADRE e tagliando loro le dita indice per fermare il loro lavoro. Un giorno viene avvinato da Adrian, un uomo la cui figlia Hannah è stata rapida da PADRE che le chiede di aiutarlo, ma lei rifiuta. Durante un'imboscata, June scopre di avere fermato Dwight, Sherry e il loro figlio Finch, che ha l'appendicite e necessita di un intervento chirurgico. June accetta con riluttanza di aiutarli e li porta in un laboratorio abbandonato all'interno di un vecchio treno, dove vengono raggiunti anche da Adrian. Sotto l'insistenza degli altri, June ammette di avere lavorato per PADRE eseguendo esperimenti con le radiazioni per trovare una cura contro le infezioni da morso, dopo aver dedotto che Alicia è sopravvissuta a causa della sua precedente esposizione. Tuttavia, tutti i pazienti sono morti per le radiazioni subite e June ha abbandonato la ricerca e PADRE. Tra i vaganti che ora infestano il treno c'è anche Hannah, perciò Adrian si lascia divorare piuttosto che vivere senza di lei. June compie l'appendicectomia su Finch e decide di fuggire da PADRE con Dwight e Sherry, ma prima che possano allontanarsi vengono catturati da PADRE. Shrike, che aveva obbligato tempo prima June alla ricerca, le taglia l'indice June e fa mordere Finch da un vagante per motivarla a riprendere la ricerca. Altrove, Morgan ammette che il suo senso di colpa per qualcosa che non ha fatto in passato lo sta trattenendo nella sua relazione con Mo. Madison aiuta quindi nuovamente Morgan a scappare, dicendogli di fare ciò che deve fare.
- Guest star: Maya Eshet (Shrike), Jonathan Medina (Adrian).
- Ascolti USA: telespettatori 465.000 – rating 18-49 anni 0,07%[5]

## Odessa
- Diretto da: Ron Underwood
- Scritto da: Ian Goldberg e Andrew Chambliss

### Trama
Dodici anni prima, il generale Krennick dell'esercito degli Stati Uniti gestiva la base militare sull'isola di PADRE. Un giorno l'arsenale di PADRE sulla terra ferma venne invaso dai vaganti e Krennick morì insieme a tutti gli adulti per salvare i suoi due figli, Ben e Sam. Nel presente, June è riuscita a curare Finch, e Shrike le ordina di sperimentare su Madison. Sospettosi del destino di Finch, Mo e la sua amica Dove trovano il treno e scoprono quanto sta succedendo. June ne approfitta per sopraffare Shrike e le donne intendono dirigersi sull'isola per scoprire chi sia veramente Dove. Sulla strada vengono fermate dal gruppo di cui Adrian faceva parte, guidato da Daniel, che spiega di avere organizzato un gruppo composto dai genitori dei bambini presi da PADRE. Con Shrike come ostaggio, Madison, June e Dove tornano sull'isola e affrontano PADRE, scoprendo che il gruppo è manovrato da Ben e Sam, ora noti come Crane e Shrike. I due hanno ricostruito PADRE dicendo ai giovani rimasti sull'isola che i loro genitori li avevano abbandonati e intrecciando relazioni fingendo di essere il generale Krennick. Dove scopre che sua madre è Ava e che morta dopo che Madison l'ha convinta a combattere contro PADRE. Daniel e il suo gruppo riescono a farsi riconsegnare June e Madison al ritorno sulla terra ferma e quest'ultima dice loro di trovare Morgan. Shrike intanto torna all'arsenale, dicendo a Ben che, ora che i loro nemici sanno dove si trovano, devono eliminare i vaganti e iniziare ad espandersi come voleva loro padre.
- Guest star: Maya Eshet (Shrike), Michael B. Silver (Krennick), Zoey Merchant (Morgan), Jayla Walton (Dove), Daniel Rashid (Ben), Gavin Warren (Finch), Omer Mughal (Goddard), Triston Dye (Hawk), Jennifer Christa Palmer (Diane).
- Ascolti USA: telespettatori 465.000 – rating 18-49 anni 0,06%[6]

## King County
- Diretto da: Kenneth Requa
- Scritto da: Ian Goldberg e Andrew Chambliss

### Trama
Morgan torna a King County, in Georgia, alla ricerca del figlio vagante Duane. Grace e Mo lo raggiungono, ma i tre s'imbattono in Dwght e Sherry, costretti a dare la caccia a Morgan da Shrike. Morgan, Grace e Mo si rifugiano nella vecchia casa Jones e, quando cercano di eludere PADRE per fuggire, Morgan e Grace vengono catturati: Shrike via radio insiste nel volere scoprire perché Morgan si trovi lì, ma non crede alla sua storia. Quando Shrike dà l'ordine di ucciderlo, Dwight e Sherry cambiano schieramento e tramite la radio aiutano Finch a fuggire dall'isola dandosi un'appuntamento sulla costa. Dopo che Grace confessa di essere nuovamente malata per le radiazioni, Morgan torna alla sua casa per salvare Mo proprio dal figlio vagante Duane, nascosto in soffitta. Quando tutto sembra risolto, Mo viene presa di sorpresa da un vagante e Grace viene morsa per salvarla. Morgan, Grace e Mo si ricongiungono a Dwight, Sherry e Finch per recarsi da June e chiederle aiuto.
- Guest star: Maya Eshet (Shrike), Zoey Merchant (Morgan), Gavin Warren (Finch), Keisha Tillis (Jenny).
- Ascolti USA: telespettatori 461.000 – rating 18-49 anni 0,08%[7]

## Più tempo di quanto credi
- Titolo originale: More Time Than You Know
- Diretto da: Heather Cappielo
- Scritto da: David Johnson e Calaya Michelle Stallworth

### Trama
Morgan e Mo cercano il vagone con il laboratorio per salvare Grace: Shrike offre la posizione in cambio del suo aiuto per ripulire l'arsenale di Padre, ma l'accordo salta quando scoprono che deve essere fatto solo con armi bianche. Dwight, Sherry e Finch compiono una distrazione per permettere agli altri di raggiungere il treno, ma improvvisamente l'infezione di Finch ritorna e June li raggiunge determinando che ha usato troppe poche radiazione per paura di ucciderlo con esse. Morgan, finalmente, accetta il destino di Grace, ma Mo porta ugualmente la madre al vagone del treno. Sebbene June guidi Mo attraverso il trattamento, non funziona e Grace muore, trasformandosi in vagante. Mo non riesce a sopprimere Grace, ma viene salvata da Morgan. Shrike si presenta al treno e chiede nuovamente a Morgan di aiutarla con l'arsenale. Mo decide inaspettatamente di compire l'impresa supportata da Dove e altri ragazzi di PADRE. Morgan viene invece rinchiuso nel vagone del treno e i vaganti vengono attriati per circondatrlo
- Guest star: Maya Eshet (Shrike), Zoey Merchant (Morgan), Gavin Warren (Finch), Jayla Walton (Dove), Triston Dye (Hawk).
- Ascolti USA: telespettatori 547.000 – rating 18-49 anni 0,07%[8]

## Vedo rosso
- Titolo originale: All I See Is Red
- Diretto da: Michael E. Satrazemis
- Scritto da: Ian Goldberg e Andrew Chambliss

### Trama
Madison trova Morgan in stato confusionale al treno dopo che ha ucciso tutti i vaganti. Morgan ha continui blackout mentali attaccando tutti quelli che ha intorno. I due si ricongiungono a Daniel che spiega che Mo e i ragazzi si sono ritirati dall'arsenale di PADRE, inseguiti nelle paludi dai vaganti, nonostante Shrike ordini loro di trovare il vagante di suo padre che possiede le coordinate che PADRE ha bisogno. Dopo l'ennesimo blackout mentale Morgan si separa dagli altri e finisce intrappolato con Mo, anche lei separata dagli altri, alla casa galleggiante. Aiuta quindi Mo a scappare e viene salvato da Madison: Shrike arriva sul posto per ucciderli, ma il vagante di suo padre emerge dalla palude e la morde. Madison e Morgan raggiungono Crane e i ragazzi di PADRE che stanno per giustiziare il gruppo di Daniel e li convincono a desistere. June nel frattempo ha portato Shrike al treno, ma, quando sopraggiunge, permette al fratello di sopprimerla e lo bandisce da PADRE. Intanto Dwight e Sherry seppelliscono Finch e decidono di porre fine alla loro relazione. Morgan seppellisce Grace vicino alla capanna di Eastman e decide di cercare Rick Grimes con Mo. Madison e gli altri ricostituiscono PADRE nel suo scopo originale, mentre uno sconosciuto, in possesso degli occhiali da sole di Strand e del braccio protesico di Alicia, ascolta i suoi annunci.
- Guest star: Maya Eshet (Shrike), Michael B. Silver (Krennick), Zoey Merchant (Morgan), Jayla Walton (Dove), Daniel Rashid (Ben), Gavin Warren (Finch), Keisha Tillis (Jenny), Triston Dye (Hawk), Jennifer Christa Palmer (Diane).
- Ascolti USA: telespettatori 463.000 – rating 18-49 anni 0,06%[9]

## Anton
- Diretto da: Danay García
- Scritto da: Nazrin Choudhury e Justin Boyd

### Trama
In fuga da un gruppo ostile, Madison si rifugia in una comunità dove ritrova Victor Strand, che ora si fa chiamare Anton e vive con il suo compagno Frank e suo figlio Klaus. Quando degli uomini si presentano per cercare Madison, spaventato dal fatto che il suo passato torni a perseguitarlo, Strand cerca di consegnarla, ma Klaus aiuta Madison a fuggire. Strand e Frank li cercano mentre quest'ultimo continua a chiedere a Strand di dire la verità, ma egli nega. Trovati Madison e Klaus, Stand convince Frank e il figlio a tornare indietro, mentre lui aiuterà Madison. Assediati dai vaganti, Strand spiega a Madison di essersi costruito una nuova vita in onore di Alicia che non aveva smesso di credere in lui. Madison, Strand e la sua gente vengono infine catturati dal gruppo ostile che si scopre essere guidato da Troy Otto, ancora vivo e ovviamente rancoroso verso Madison che l'ha quasi ucciso. Troy cerca vendetta su Madison e intende conquistare PADRE per la sua gente, ma prima che riesca a farsi dire dove si trovi sul posto arrivano Daniel, June, Sherry e altri. I due gruppi si separano senza scontrarsi, ma Troy afferma di aver ucciso Alicia e di averla lasciata rianimare, mostrando il suo braccio protesico come prova.
- Guest star: Isha Blaaker (Frank), Julian Grey (Klaus), Randy Bernales (Russell), Kermit Rolison (anziano), Frank Hildebrand (Hildy), Be Satrazemis (Marietta).
- Ascolti USA: telespettatori 542 000 – rating 18-49 anni 0,10%[10]

## Tigre di ferro
- Titolo originale: Iron Tiger
- Diretto da: S.J. Main Muñoz
- Scritto da: Nick Bernardone e Jacob Pinion

### Trama
Alla ricerca di benzina, Daniel, Strand e Madison s'imbattono in Luciana e Charlie. Luciana aveva accettato di raffinare il petrolio per PADRE in cambio di risorse per aiutare altri sopravvissuti in tutto il paese e del rilascio di Daniel. Charlie confessa a Madison che ha ucciso Nick e, per farsi perdonare, accetta di infiltrarsi nel gruppo di Troy per ucciderlo. Madison la perdona quando scopre che ha recuperato e cremato il corpo di Nick per lei, tuttavia Charlie viene catturata da Troy che chiede come riscatto la posizione di PADRE. Nello stallo che ne segue, Charlie si libera e si suicida per impedire agli altri di fare lo scambio. Troy scopre che nella confusione sua figlia Tracy e scomparsa e incolpa Madison per la morte della madre di Tracy, mentre Madison e gli altri si allontanano. Per quanto accaduto a Charlie, Luciana e Daniel rifiutano di aiutare ulteriormente PADRE e Madison si auto esilia lasciando il comando a Strand.
- Guest star: Alexa Nisenson (Charlie), Randy Bernales (Russell), Triston Dye (Hawk), Campbell Pate (bambino).
- Ascolti USA: telespettatori 518 000 – rating 18-49 anni 0,08%[11]

## Il santuario
- Titolo originale: Sanctuary
- Diretto da: Phil McLaughlin
- Scritto da: Justin Boyd e David Johnson

### Trama
Dwight è tornano nella sua vecchia casa dove incontra Jay, un sopravvissuto che gli chiede aiuto per recuperare l'insulina rubata da un gruppo di banditi. Dwight scopre che hanno occupato il Santuario, la vecchia fortezza di Negan, e riesce a recuperarla, ma quando torna a casa Jay è già morto. Sul posto arrivano Sherry, June e Dove che chiedono il suo aiuto per la guerra contro Troy, ma Dwight rifiuta. Quando Dove viene colpita dai banditi, il gruppo la porta al Santuario per estrarre il proiettile dove Dove rivela che stava cercando di andarsene perché non crede nell'attuale leadership. Mentre Dwight e Sherry affrontare i traumi del passato e i vaganti che assediano il santuario, June è affronta il suo senso di colpa per non avere salvato sua figlia e Finch. I banditi tornano al Santuario, ma vengono sopraffatti dai vaganti, mentre Dwight, Sherry, June e Dove si rifugiano nella fornace, ora spenta. June riesce a curare Dove e Dwight accetta di tornare da PADRE. Strand nel frattempo ha catturato la figlia di Troy, Tracy, dicendole che lo aiuterà a salvare PADRE.
- Guest star: Jack Mikesell (Jay), Alex Morf (Marty), Jayla Walton (Dove), Antonella Rose (Tracy Otto), Randy Bernales (Russell), T. Ryan Mooney (Phil), Frank Hildebrand (Hildy), Be Satrazemis (Marietta).
- Ascolti USA: telespettatori 498 000 – rating 18-49 anni 0,08%[12]

## Tenerla in vita
- Titolo originale: Keeping Her Alive
- Diretto da: James Armstrong
- Scritto da: Nazrin Choudhury e Calaya Michelle Stallworth

### Trama
Dwight, Sherry e June costringono Strand a restituire Tracy e a consegnarsi a Troy per fare con lui un accordo. Durante il viaggio Strand toglie a Tracy la benda dandole un riferimento per trovare PADRE, quindi fugge con lei da Madison chiedendole aiuto. Madison accetta di aiutarli in cambio della posizione di Alicia. I tre si imbattono nel gruppo di Luciana e Daniel si unisce a loro, ma getta Strand fuori dall'auto quando egli capisce che Daniel voglia vendicarsi di Troy. Strand viene salvato da un gruppo di donne alla guida del vecchio blindato SWAT di Al che gli spiegano che negli anni sono state aiutate da Alicia e ora continuano la sua opera. Tracy conduce Daniel e Madison in un branco bloccato in una valle ghiacciata, cercando di fare mordere Madison dal vagante di sua madre che Tracy sostiene sia morta perché seguiva le idee di Madison e Alicia. Madison cerca a sua volta di farla mordere da un vagante e Tracy disperata confessa la posizione di Alicia, quindi riesce a fuggire quando Strand arriva sul posto per fermare Madison. Nel frattempo il gruppo di Troy si scontra con quello di Luciana e di PADRE: pur uscendo sconfitto, Troy intende attaccare PADRE usando una mandria di vaganti come fece al suo ranch. Intanto Madison prende il blindato per andare alla ricerca di Alicia.
- Guest star: Isha Blaaker (Frank), Jayla Walton (Dove), Julian Grey (Klaus), Antonella Rose (Tracy Otto), Nona Parker Johnson (donna), Julia Wackenheim-Gimple (Della), Randy Bernales (Russell), Frank Hildebrand (Hildy), Be Satrazemis (Marietta), Sasha An (Sara).
- Ascolti USA: telespettatori 465 000 – rating 18-49 anni 0,09%[13]

## Combattere come te
- Titolo originale: Fighting Like You
- Diretto da: Haifaa al-Mansour
- Scritto da: Nick Bernardone, Jacob Pinion e Kelly Jane Costello

### Trama
Troy e i suoi uomini guidano una mandria verso PADRE, ma Troy e Tracy cadono in una trappola e finiscono in una scarpata, costringendo Tracy a cercare l'aiuto di Madison. Troy stringe un accordo: potrà seppellire sua moglie Serena e si riunirà con Tracy, in cambio rivelerà dove si trova la mandria. Nel viaggio Troy rivela che Alicia aveva salvato Serena dal morso di un vagante, ma volendo aiutare gli altri come Alicia era poi stata uccisa. I due vengono attaccati da un vendicativo Ben Krennick e, dopo essere finiti in delle sabbie mobili Ben, che rivela di avere salvato Madison dello stadio per manipolarla, viene sopraffatto dai vaganti. Troy riesce a sfuggire alle sabbie mobili e salva Madison, mentre vengono raggiunti dagli altri. Troy conduce quindi tutti alla mandria che viene dispersa. Il gruppo è indeciso se permettere a Troy di vivere a PADRE, ma Madison trafigge fatalmente Troy con il braccio protesico di Alicia. Mentre esala gli ultimi respiri, Troy implora Madison di prendersi cura di Tracy, sostenendo che in realtà è figlia di Alicia che egli ha adottato.
- Guest star: Isha Blaaker (Frank), Jayla Walton (Dove), Antonella Rose (Tracy Otto), Daniel Rashid (Ben), Julian Grey (Klaus), Nona Parker Johnson (Ada), Julia Wackenheim-Gimple (Della), Randy Bernales (Russell), Sasha An (Sara).
- Ascolti USA: telespettatori 440 000 – rating 18-49 anni 0,07%[14]

## La nuova strada
- Titolo originale: The Road Ahead
- Diretto da: Michael E. Satrazemis
- Scritto da: Ian Goldberg e Andrew Chambliss

### Trama
Madison tenta di partire con Tracy per trovare Alicia, ma Victor e gli altri cercano di convincerla a desistere. Intanto il gruppo di Troy è ugualmente riuscito a traghettare una mandria di vaganti su PADRE e chiedono di consegnare Tracy. Per tentare di convincere Madison, uno di loro rivela che Alicia potrebbe essere ancora viva in quanto nessuno l'ha vista morire. Mentre Victor e altri cercano di raggiungere PADRE per difenderlo, Tracy spara a Madison e scappa. Il giorno dopo Tracy uccide il vagante di suo padre per poterlo seppellire, venendo avvicinata da Strand. Egli spiega che Madison è sopravvissuta poiché il proiettile ha colpito una medaglietta di Alicia che aveva con sé, quindi ha condotto la mandria nei sotterranei di PADRE, apparentemente sacrificandosi per salvare tutti gli altri. L'organizzazione viene ribattezzata MADRE in suo onore e il gruppo si divide per costruire nuove comunità e onorare gli ideali: June e Odessa tornano alla baita di John Dorie, Dwight e Sherry partono alla ricerca dei genitori dei figli di PADRE, con l'intenzione di ricostruire il Santuario con loro. Madison intanto è sopravvissuta e viene viene salvata da Tracy. Sorprendentemente anche Alicia, ancora viva, arriva sul posto e rivela di non essere la madre di Tracy. Madison, Alicia e Tracy decidono di partire per Los Angeles, facendosi scorgere prima per un momento da Strand che parte con Frank e Klaus.
- Guest star: Isha Blaaker (Frank), Jayla Walton (Dove), Antonella Rose (Tracy Otto), Julian Grey (Klaus), Nona Parker Johnson (Ada), Julia Wackenheim-Gimple (Della), Alycia Debnam-Carey (Alicia Clark), Randy Bernales (Russell), Triston Dye (Hawk), Jennifer Christa Palmer (Diane), Be Satrazemis (Marietta), Sasha An (Sara).
- Ascolti USA: telespettatori 440 000 – rating 18-49 anni 0,07%[14]